# Villelongue-dels-Monts
Villelongue-dels-Monts [vilə lɔ̃ɡ dɛls mɔ̃ts]  est une commune française située dans le sud-est du département des Pyrénées-Orientales, en région Occitanie. Sur le plan historique et culturel, la commune est dans le Roussillon, une ancienne province du royaume de France, qui a existé de 1659 jusqu'en 1790 et qui recouvrait les trois vigueries du Roussillon, du Conflent et de Cerdagne.
Exposée à un climat méditerranéen, elle est drainée par le Tech, le Tanyari et par divers autres petits cours d'eau. La commune possède un patrimoine naturel remarquable : un site Natura 2000 (« le Tech ») et quatre zones naturelles d'intérêt écologique, faunistique et floristique.
Villelongue-dels-Monts est une commune urbaine qui compte 1 917 habitants en 2022, après avoir connu une forte hausse de la population depuis 1968. Elle est dans l'agglomération de Saint-Cyprien et fait partie de l'aire d'attraction de Perpignan. Ses habitants sont appelés les Villelonguais ou  Villelonguaises.

## Géographie

### Localisation
La commune de Villelongue-dels-Monts se trouve dans le département des Pyrénées-Orientales, en région Occitanie.
Elle se situe à 19 km à vol d'oiseau de Perpignan, préfecture du département, et à 13 km de Céret, sous-préfecture.
Les communes les plus proches sont : 
Montesquieu-des-Albères (2,0 km), Laroque-des-Albères (2,3 km), Saint-Génis-des-Fontaines (2,4 km), Sorède (4,4 km), Brouilla (4,6 km), L'Albère (4,8 km), Banyuls-dels-Aspres (5,4 km), Le Boulou (6,0 km).
Sur le plan historique et culturel, Villelongue-dels-Monts fait partie de l'ancienne province du royaume de France, le Roussillon, qui a existé de 1659 jusqu'à la création du département des Pyrénées-Orientales en 1790 et qui recouvrait les trois vigueries du Roussillon, du Conflent et de Cerdagne.

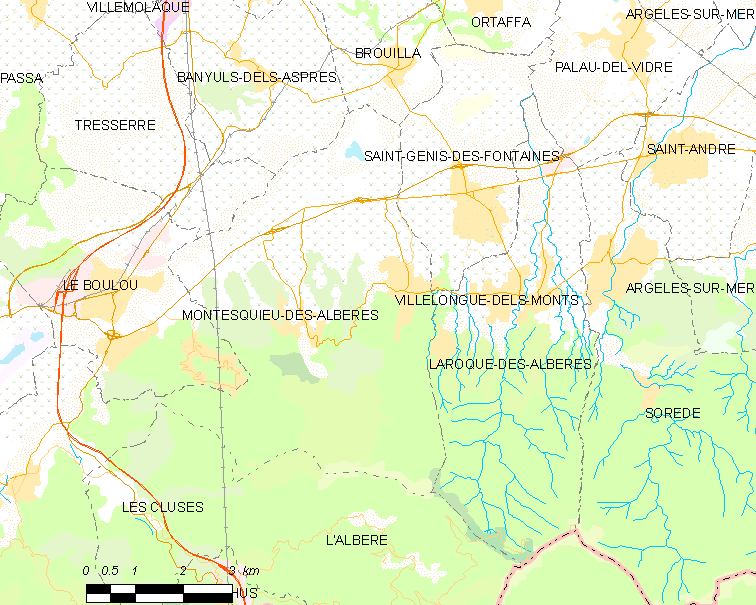
Situation de la commune.

| Banyuls-dels-Aspres     | Brouilla               | Saint-Génis-des-Fontaines |
| Montesquieu-des-Albères | Villelongue-dels-Monts | Laroque-des-Albères       |
|                         | L'Albère               |                           |

### Géologie et relief
D'une superficie de 1 155 hectares, le territoire présente une forme à la fois très étroite et très longue (2 km d'est en ouest et 8 km du nord au sud).
Il s'étire du Massif des Albères au fleuve Tech au Nord et culmine au pic d'Aureille.
La commune est classée en zone de sismicité 3, correspondant à une sismicité modérée.

### Hydrographie et les eaux souterraines
Cours d'eau sur la commune ou à son aval :
- fleuve le Tech,
- rivière le Tanyari,
- correc d'en Rodell.

Villelongue-dels-Monts dispose d'une station d'épuration d'une capacité de 1800 équivalent-habitants.

### Climat
Pour des articles plus généraux, voir Climat de l'Occitanie et Climat des Pyrénées-Orientales.
En 2010, le climat de la commune est de type climat méditerranéen franc, selon une étude du CNRS s'appuyant sur une série de données couvrant la période 1971-2000. En 2020, Météo-France publie une typologie des climats de la France métropolitaine dans laquelle la commune est exposée à un climat méditerranéen et est dans la région climatique Provence, Languedoc-Roussillon, caractérisée par une pluviométrie faible en été, un très bon ensoleillement (2 600 h/an), un été chaud (21,5 °C), un air très sec en été, sec en toutes saisons, des vents forts (fréquence de 40 à 50 % de vents > 5 m/s) et peu de brouillards.
Pour la période 1971-2000, la température annuelle moyenne est de 15,2 °C, avec une amplitude thermique annuelle de 15,1 °C. Le cumul annuel moyen de précipitations est de 810 mm, avec 5,1 jours de précipitations en janvier et 3,4 jours en juillet. Pour la période 1991-2020, la température moyenne annuelle observée sur la station météorologique la plus proche, située sur la commune du Perthus à 7 km à vol d'oiseau, est de 15,4 °C et le cumul annuel moyen de précipitations est de 849,6 mm,. Pour l'avenir, les paramètres climatiques de la commune estimés pour 2050 selon différents scénarios d’émission de gaz à effet de serre sont consultables sur un site dédié publié par Météo-France en novembre 2022.

### Milieux naturels et biodiversité

#### Réseau Natura 2000
Le réseau Natura 2000 est un réseau écologique européen de sites naturels d'intérêt écologique élaboré à partir des directives habitats et oiseaux, constitué de zones spéciales de conservation (ZSC) et de zones de protection spéciale (ZPS).
Un site Natura 2000 a été défini sur la commune au titre de la directive habitats : « le Tech », d'une superficie de 1 467 ha, hébergeant le Barbeau méridional qui présente une très grande variabilité génétique dans tout le bassin versant du Tech. Le haut du bassin est en outre colonisé par le Desman des Pyrénées.

#### Zones naturelles d'intérêt écologique, faunistique et floristique
L’inventaire des zones naturelles d'intérêt écologique, faunistique et floristique (ZNIEFF) a pour objectif de réaliser une couverture des zones les plus intéressantes sur le plan écologique, essentiellement dans la perspective d’améliorer la connaissance du patrimoine naturel national et de fournir aux différents décideurs un outil d’aide à la prise en compte de l’environnement dans l’aménagement du territoire.
Deux ZNIEFF de type 1 sont recensées sur la commune :
la « crête du pic d'Aureille » (270 ha), couvrant 4 communes du département et 
la « vallée du Tech de Céret à Ortaffa » (611 ha), couvrant 10 communes du département
et deux ZNIEFF de type 2, : 
- le « massif des Albères » (10 837 ha), couvrant 10 communes du département[24] ;
- la « rivière le Tech » (933 ha), couvrant 14 communes du département[25].

## Urbanisme

### Typologie
Au 1er janvier 2024, Villelongue-dels-Monts est catégorisée petite ville, selon la nouvelle grille communale de densité à sept niveaux définie par l'Insee en 2022.
Elle appartient à l'unité urbaine de Saint-Cyprien, une agglomération intra-départementale regroupant quatorze  communes, dont elle est une commune de la banlieue,,. Par ailleurs la commune fait partie de l'aire d'attraction de Perpignan, dont elle est une commune de la couronne,. Cette aire, qui regroupe 118 communes, est catégorisée dans les aires de 200 000 à moins de 700 000 habitants,.

### Occupation des sols
L'occupation des sols de la commune, telle qu'elle ressort de la base de données européenne d’occupation biophysique des sols Corine Land Cover (CLC), est marquée par l'importance des forêts et milieux semi-naturels (58,1 % en 2018), en augmentation par rapport à 1990 (49,9 %). La répartition détaillée en 2018 est la suivante : 
forêts (44,7 %), cultures permanentes (26,7 %), milieux à végétation arbustive et/ou herbacée (11 %), zones urbanisées (9,6 %), zones agricoles hétérogènes (5,6 %), espaces ouverts, sans ou avec peu de végétation (2,4 %). L'évolution de l’occupation des sols de la commune et de ses infrastructures peut être observée sur les différentes représentations cartographiques du territoire : la carte de Cassini (XVIIIe siècle), la carte d'état-major (1820-1866) et les cartes ou photos aériennes de l'IGN pour la période actuelle (1950 à aujourd'hui).

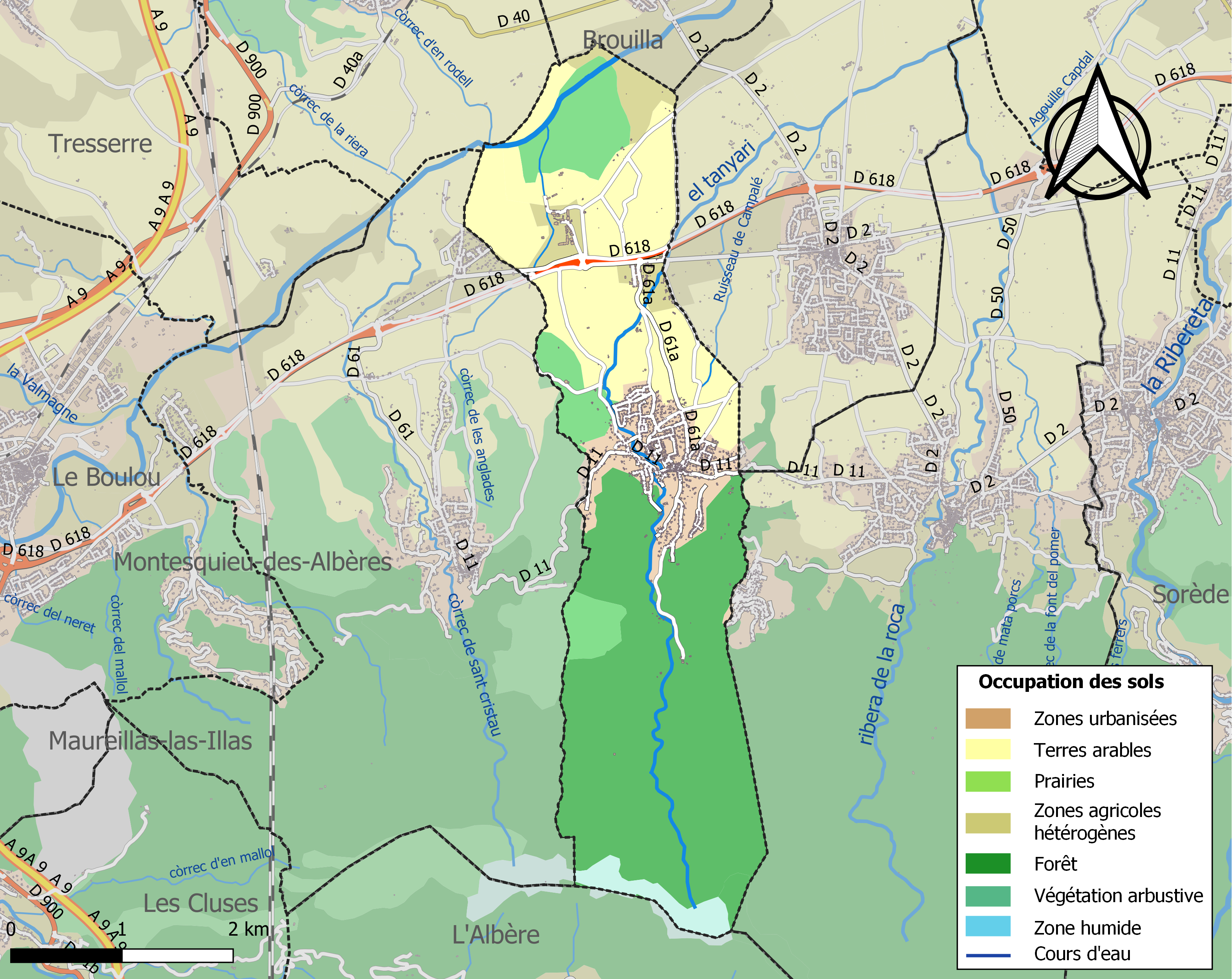
Carte des infrastructures et de l'occupation des sols de la commune en 2018 (CLC).

### Voies de communication et transports
La commune est traversée par trois voies structurantes : la RD618 vers Argeles-sur-Mer et Perpignan par la RN114, la RD11 permettant de rejoindre Montesquieu-des-Albères à l'ouest et Laroque-des-Albères puis Sorède à l'est et la RD11a selon un axe sud-nord vers la RD618.
Les lignes 550 (Céret - Argelès-sur-Mer) et 553 (Saint-Génis-des-Fontaines - Gare de Perpignan) du réseau régional liO assurent la desserte de la commune.

### Risques majeurs
Le territoire de la commune de Villelongue-dels-Monts est vulnérable à différents aléas naturels : inondations, climatiques (grand froid ou canicule), feux de forêts, mouvements de terrains et séisme (sismicité modérée). Il est également exposé à un risque particulier, le risque radon,.

#### Risques naturels
Certaines parties du territoire communal sont susceptibles d’être affectées par le risque d’inondation par crue torrentielle de cours d'eau du bassin du Tech.
Les mouvements de terrains susceptibles de se produire sur la commune sont soit des mouvements liés au retrait-gonflement des argiles, soit des glissements de terrains, soit des chutes de blocs. Une cartographie nationale de l'aléa retrait-gonflement des argiles permet de connaître les sols argileux ou marneux susceptibles vis-à-vis de ce phénomène.
Ces risques naturels sont pris en compte dans l'aménagement du territoire de la commune par le biais d'un plan de prévention des risques inondations, mouvements de terrains et feux de forêts.

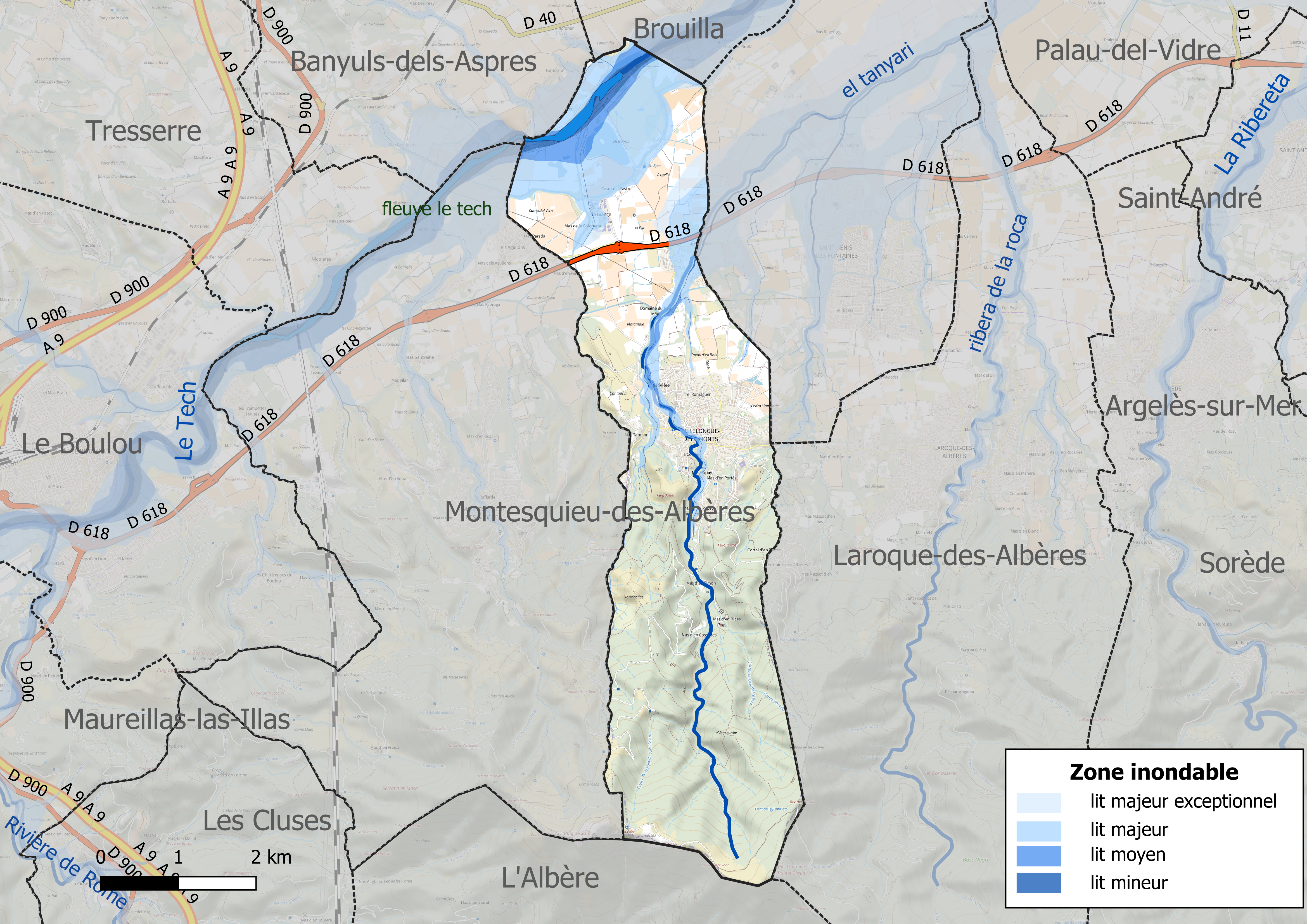
Carte des zones inondables.
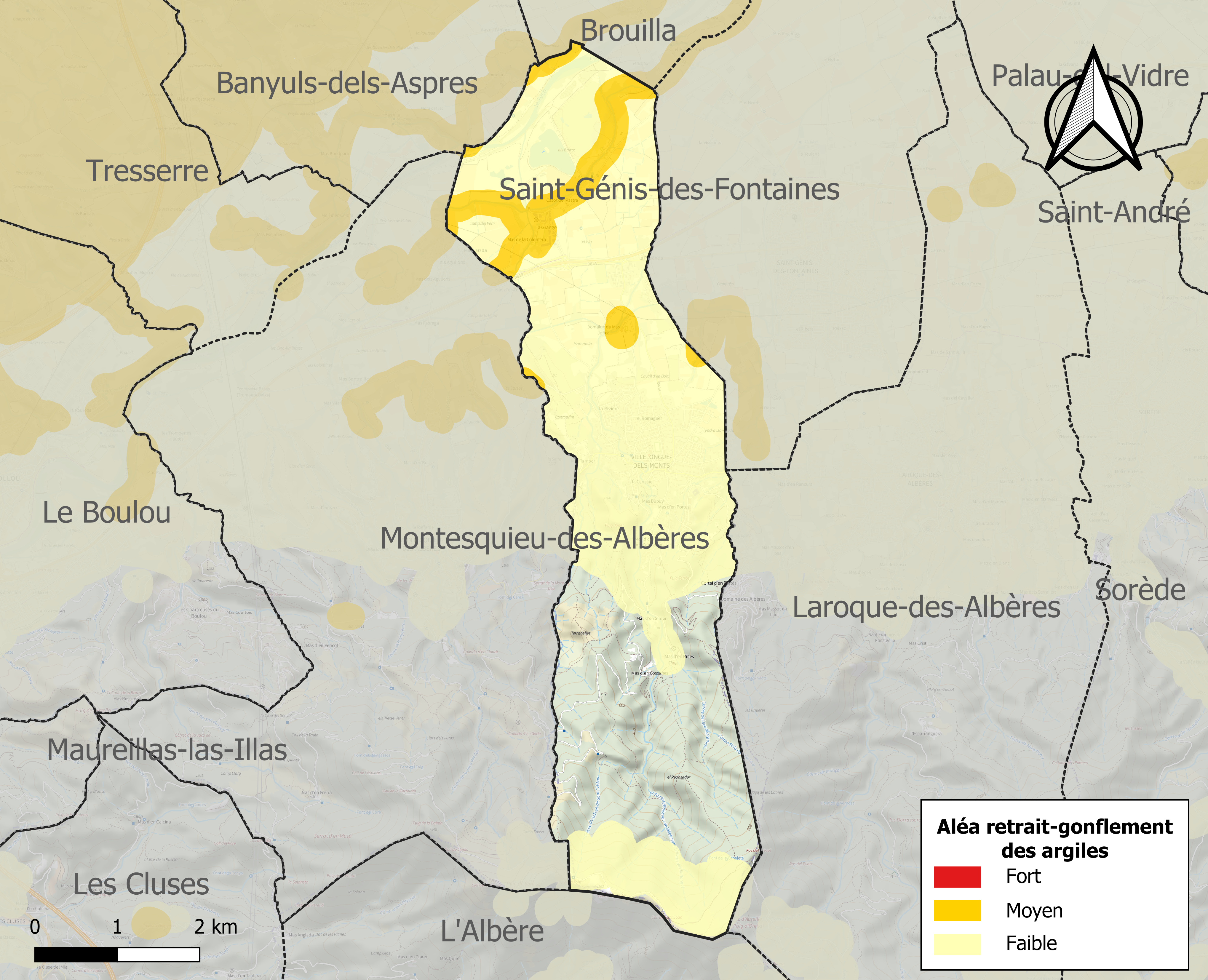
Carte des zones d'aléa retrait-gonflement des argiles.

#### Risque particulier
Dans plusieurs parties du territoire national, le radon, accumulé dans certains logements ou autres locaux, peut constituer une source significative d’exposition de la population aux rayonnements ionisants. Toutes les communes du département sont concernées par le risque radon à un niveau plus ou moins élevé. Selon la classification de 2018, la commune de Villelongue-dels-Monts est classée en zone 2, à savoir zone à potentiel radon faible mais sur lesquelles des facteurs géologiques particuliers peuvent faciliter le transfert du radon vers les bâtiments.

## Toponymie

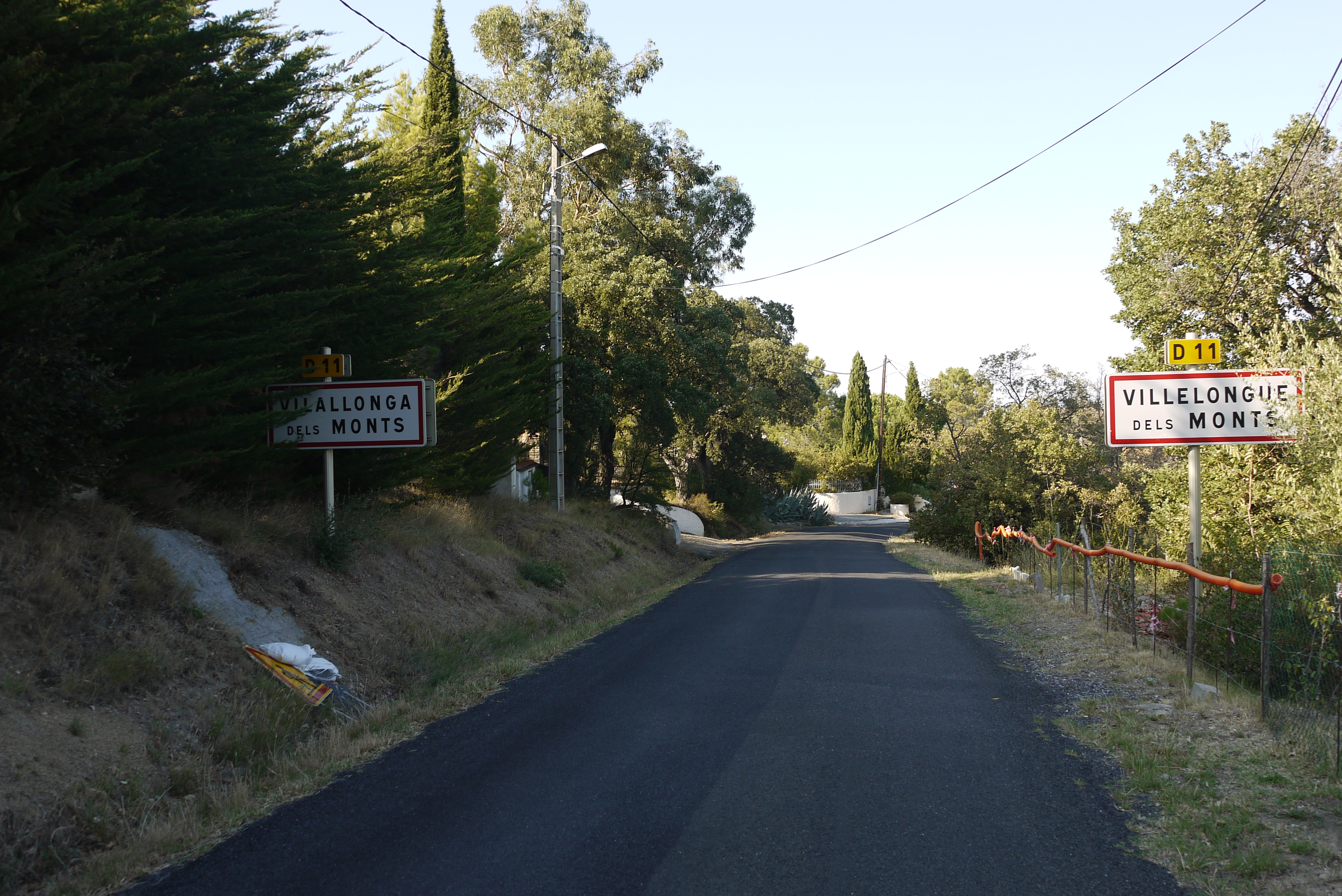
Panneaux à l'entrée de Villelongue-dels-Monts.

En catalan, le nom de la commune est Vilallonga dels Monts.
Villelongue-dels-Monts, qui tient son nom du pic qui se dresse au-dessus du village, signifie « Villelongue-du-Mont ». Il en a été fait mention pour la première fois en 981. En effet, le monastère de Saint-Génis-des-Fontaines possédait un alleu à "Villalonga". Le vocable "Castrum Sancti Christophori" apparaîtra en 1095 pour désigner la forteresse construite sur ce pic rocheux.

## Histoire
En 1202, fut construite au pied du château, une église est construite au pied du château, remplaçant celle qui se trouvait à l'intérieur du château. Cette seconde église, dédiée à Saint Etienne, fut l'église paroissiale du village.
En 1803, la commune absorbe sa voisine, Le Vilar.

## Politique et administration

### Canton
En 1790, la commune de Villelongue-dels-Monts est incluse dans le canton d'Argelès au sein du district de Céret. Elle est rattachée au canton de Laroque en 1793 puis revient au canton d'Argelès en 1801, dont elle a fait partie depuis. À compter de mars 2015, la commune est incluse dans le nouveau canton de Vallespir-Albères.

### Intercommunalité
Commune membre de la Communauté de communes des Albères, de la Côte Vermeille et de l'Illibéris.

### Liste des maires
| Période                                  | Période  | Identité              | Étiquette | Qualité               |
| ---------------------------------------- | -------- | --------------------- | --------- | --------------------- |
| 1900                                     | 1907     | Louis Galangau-Jourda |           |                       |
| 1907                                     | 1914     | Jean Boulet           |           |                       |
| 1914                                     | 1915     | Paul Portes           |           |                       |
| 1915                                     | 1919     | Jean Cavaillé         |           |                       |
| 1919                                     | 1929     | Jean Boulet           |           |                       |
| 1929                                     | 1945     | Antonin Monné         |           |                       |
| 1945                                     | 1953     | Julien Galangau       |           |                       |
| 1953                                     | 1989     | Robert Gazan          |           |                       |
| 1989                                     | 2001     | François Oms          |           |                       |
| mars 2001                                | En cours | Christian Nifosi      | DVG       | réélu en 2008 et 2014 |
| Les données manquantes sont à compléter. |          |                       |           |                       |

### Budget et fiscalité 2016
En 2016, le budget de la commune était constitué ainsi :
- total des produits de fonctionnement : 1 628 000 €, soit 975 € par habitant ;
- total des charges de fonctionnement : 1 016 000 €, soit 608 € par habitant ;
- total des ressources d'investissement : 158 000 €, soit 95 € par habitant ;
- total des emplois d'investissement : 201 000 €, soit 120 € par habitant ;
- endettement : 728 000 €, soit 436 € par habitant.

Avec les taux de fiscalité suivants :
- taxe d'habitation : 8,32 % ;
- taxe foncière sur les propriétés bâties : 12,40 % ;
- taxe foncière sur les propriétés non bâties : 41,90 % ;
- taxe additionnelle à la taxe foncière sur les propriétés non bâties : 0,00 % ;
- cotisation foncière des entreprises : 0,00 %.

## Population et société

### Démographie ancienne
La population est exprimée en nombre de feux (f) ou d'habitants (H).
| 1358 | 1365 | 1378 | 1424 | 1470 | 1515 | 1643 | 1709 | 1720 |
| ---- | ---- | ---- | ---- | ---- | ---- | ---- | ---- | ---- |
| 21 f | 62 f | 12 f | 10 f | 22 f | 20 f | 30 f | 93 f | 74 f |

| 1730 | 1755 | 1767  | 1774 | 1789 | 1790  | - | - | - |
| ---- | ---- | ----- | ---- | ---- | ----- | - | - | - |
| 78 f | 99 f | 358 H | 78 f | 90 f | 436 H | - | - | - |

Notes :
- 1358 : pour Vilar ; * 1365 : dont 22 f pour Vilar ; * 1378 : pour Vilar ; * 1424 : pour Vilar ; * 1470 : dont 4 f pour Vilar ; * 1515 : dont 4 f pour Vilar ; * 1553 : pour Vilar ; * 1709 : dont 8 f pour Vilar.

### Démographie contemporaine
L'évolution du nombre d'habitants est connue à travers les recensements de la population effectués dans la commune depuis 1793. Pour les communes de moins de 10 000 habitants, une enquête de recensement portant sur toute la population est réalisée tous les cinq ans, les populations de référence des années intermédiaires étant quant à elles estimées par interpolation ou extrapolation. Pour la commune, le premier recensement exhaustif entrant dans le cadre du nouveau dispositif a été réalisé en 2004.

En 2022, la commune comptait 1 917 habitants, en évolution de +15,07 % par rapport à 2016 (Pyrénées-Orientales : +3,92 %, France hors Mayotte : +2,11 %).
| 1793 | 1800 | 1806 | 1821 | 1831 | 1836 | 1841 | 1846 | 1851 |
| ---- | ---- | ---- | ---- | ---- | ---- | ---- | ---- | ---- |
| 278  | 261  | 389  | 463  | 487  | 475  | 461  | 496  | 521  |

| 1856 | 1861 | 1866 | 1872 | 1876 | 1881 | 1886 | 1891 | 1896 |
| ---- | ---- | ---- | ---- | ---- | ---- | ---- | ---- | ---- |
| 495  | 440  | 454  | 450  | 470  | 514  | 505  | 533  | 520  |

| 1901 | 1906 | 1911 | 1921 | 1926 | 1931 | 1936 | 1946 | 1954 |
| ---- | ---- | ---- | ---- | ---- | ---- | ---- | ---- | ---- |
| 524  | 512  | 506  | 508  | 508  | 506  | 503  | 456  | 528  |

| 1962 | 1968 | 1975 | 1982 | 1990 | 1999  | 2004  | 2006  | 2009  |
| ---- | ---- | ---- | ---- | ---- | ----- | ----- | ----- | ----- |
| 437  | 408  | 513  | 749  | 831  | 1 069 | 1 230 | 1 300 | 1 384 |

| 2014  | 2019  | 2022  | - | - | - | - | - | - |
| ----- | ----- | ----- | - | - | - | - | - | - |
| 1 608 | 1 780 | 1 917 | - | - | - | - | - | - |

La démographie communale est marquée par une certaine stabilité entre 1851 et 1975, oscillant d'un minimum de population à 408 en 1968 à un maximum de 533 en 1891 et alternant entre période de croissance et période de baisse sans accident majeur. La commune est toutefois touchée par l’exode rural dans les années 1950 et 1960. Mais on constate, à partir de 1975, le début d’un essor démographique. Sa population a en effet plus que doublée en 30 ans, passant de 513 habitants en 1975 à 1367 en 2007 (soit un taux de croissance annuel moyen supérieur à 3 %).
L'amélioration notable du dynamisme naturel (de - 1,14 % entre 1968 et 1975 à - 0,27 % entre 1990 et 1999), certes encore négatif, explique tout de même en partie la croissance soutenue de la population communale, malgré la diminution du nombre de nouveaux arrivants par rapport à la période 1975-1982.
La commune connaît donc :
- d'une part une nouvelle attractivité à partir de 1975 et plus particulièrement à partir de 1990 avec le desserrement des premières couronnes de périurbanisation de Perpignan et la pression foncière et immobilière de ces dernières années ;
- d'autre part un quasi-équilibre entre le nombre de naissances et le nombre de décès laissant entrevoir une éventuelle amélioration du mouvement naturel.

| selon la population municipale des années : | 1968 | 1975 | 1982 | 1990 | 1999 | 2006 | 2009 | 2013 |
| Rang de la commune dans le département      | 103  | 95   | 80   | 80   | 73   | 67   | 65   | 63   |
| Nombre de communes du département           | 232  | 217  | 220  | 225  | 226  | 226  | 226  | 226  |

### Enseignement
Établissements d'enseignements :
- Écoles maternelle et primaire[53],
- Collèges à Saint-André, Elne, Argelès-sur-Mer,
- Lycée des métiers Alfred Sauvy[54].

### Manifestations culturelles et festivités
- Fête patronale : 26 décembre[55] ;
- Fête d'été : 3 août[55].

### Santé
Professionnels et établissements de santé :
- Médecins,
- Pharmacies à Laroque-des-Albères, Sorède,
- Hôpitaux à Elne, Argelès-sur-Mer,
- Ostéopathe[57].

### Sports
Clubs locaux:
- Tennis,
- Cyclo club et école V.T.T. de randonnée,
- Gymnastique féminine.

### Cultes
- Culte catholique, Communauté de paroisses des Albères, Diocèse de Perpignan-Elne[59].

## Économie

### Revenus
En 2018, la commune compte 720 ménages fiscaux, regroupant 1 641 personnes. La médiane du revenu disponible par unité de consommation est de 21 030 € (19 350 € dans le département).

### Emploi
|                | 2008   | 2013   | 2018   |
| -------------- | ------ | ------ | ------ |
| Commune        | 7,9 %  | 9,8 %  | 10,3 % |
| Département    | 10,3 % | 12,9 % | 13,3 % |
| France entière | 8,3 %  | 10 %   | 10 %   |

En 2018, la population âgée de 15 à 64 ans s'élève à 973 personnes, parmi lesquelles on compte 71,2 % d'actifs (60,9 % ayant un emploi et 10,3 % de chômeurs) et 28,8 % d'inactifs,. En  2018, le taux de chômage communal (au sens du recensement) des 15-64 ans est inférieur à celui du département, mais supérieur à celui de la France, alors qu'en 2008 il était inférieur à celui de la France.
La commune fait partie de la couronne de l'aire d'attraction de Perpignan, du fait qu'au moins 15 % des actifs travaillent dans le pôle,. Elle compte 351 emplois en 2018, contre 328 en 2013 et 300 en 2008. Le nombre d'actifs ayant un emploi résidant dans la commune est de 599, soit un indicateur de concentration d'emploi de 58,6 % et un taux d'activité parmi les 15 ans ou plus de 46,8 %.
Sur ces 599 actifs de 15 ans ou plus ayant un emploi, 141 travaillent dans la commune, soit 24 % des habitants. Pour se rendre au travail, 86,9 % des habitants utilisent un véhicule personnel ou de fonction à quatre roues, 2,3 % les transports en commun, 5,9 % s'y rendent en deux-roues, à vélo ou à pied et 4,9 % n'ont pas besoin de transport (travail au domicile).

### Revenus de la population et fiscalité
Chiffres clés Revenus et pauvreté des ménages en 2015 : médiane en 2015 du revenu disponible, par unité de consommation : 19 794 €.

### Emploi

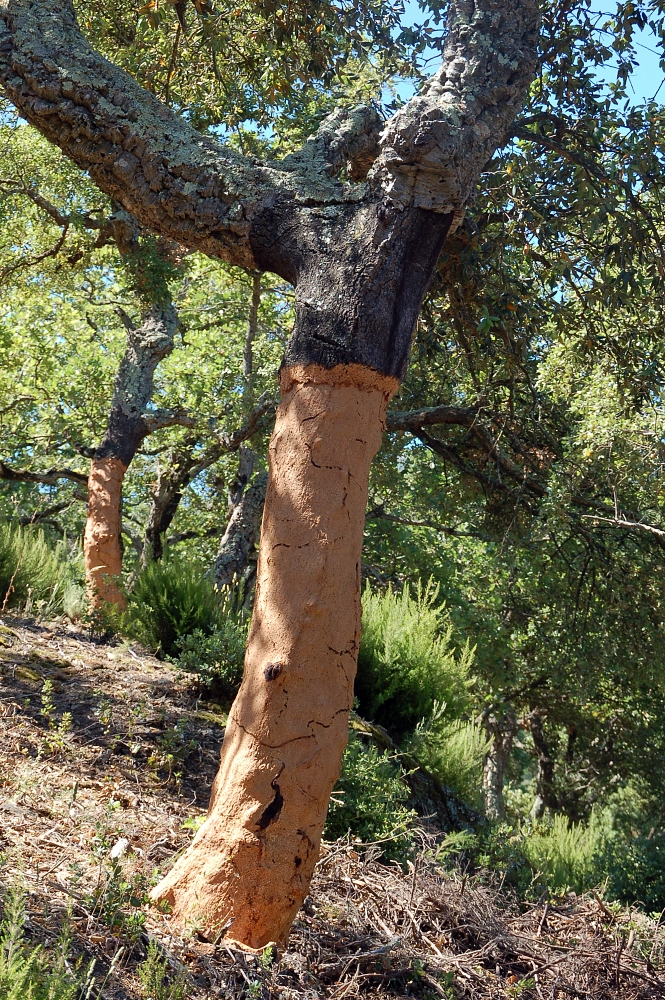
Chêne-liège (Quercus suber).

- L'activité principale des habitants était la confection de produits sur la base de la végétation locale comme le micocoulier et le chêne liège issus des forêts denses du Massif des Albères.

### Entreprises et commerces
Agriculture
- Élevage.
- Activité agricole.

Tourisme
- Activité touristique liée au patrimoine naturel, les sentiers de randonnées...
- Restaurant, gîtes.

Commerces et services
- Commerces et activités de proximité[60].

## Culture locale et patrimoine

### Monuments et lieux touristiques
- L'église Saint-Étienne de Villelongue-dels-Monts, église romane[61] ;
- Monument aux morts[62].
- L'Église Saint-Louis de la Granja ;
- Le prieuré Sainte-Marie du Vilar ;
- La chapelle Notre-Dame de Vilar[63].
- Le musée, carrer de les escoles[64] ;

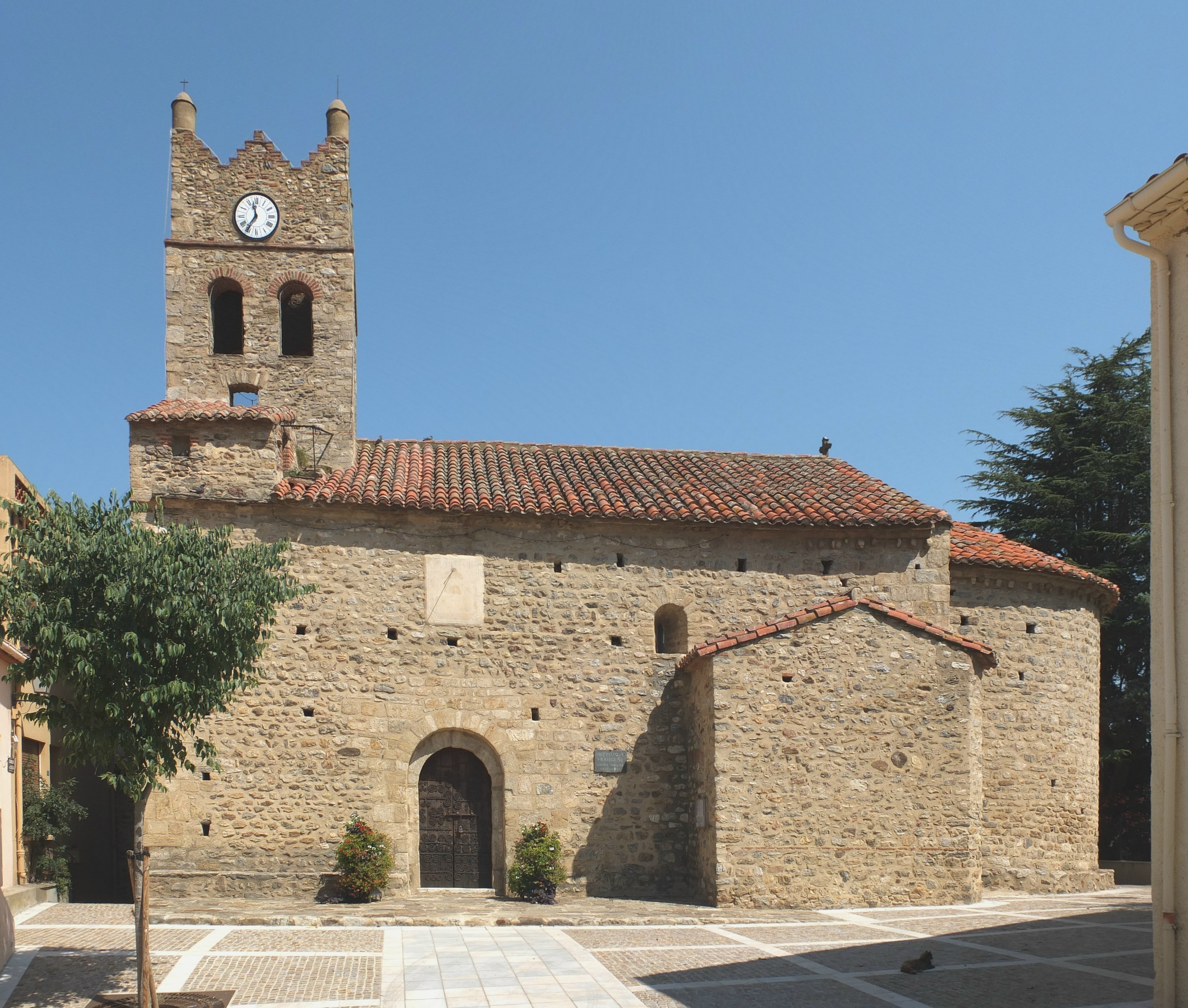
L'église Saint-Étienne de Villelongue-dels-Monts.
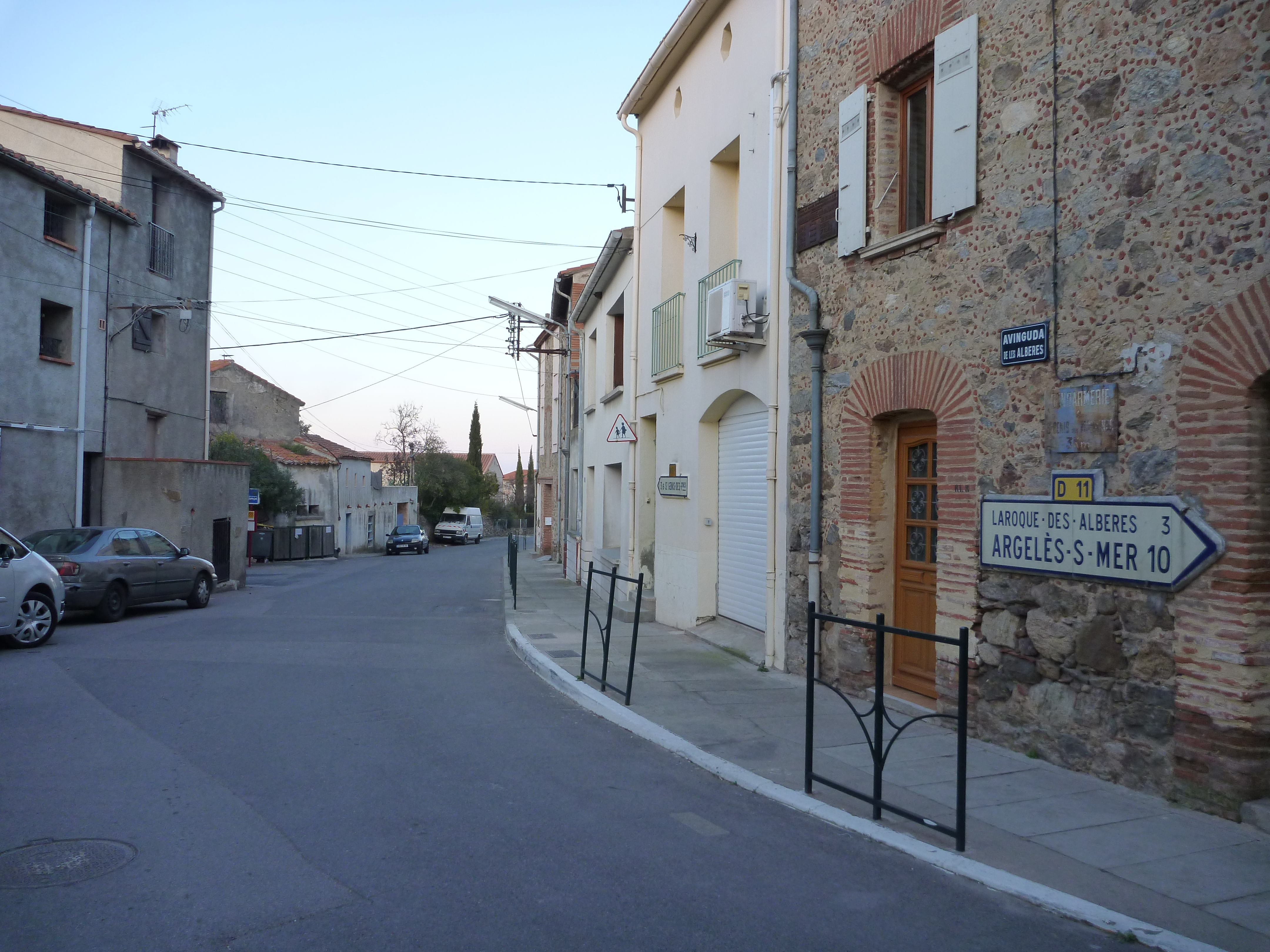
L'avenue des Albères.
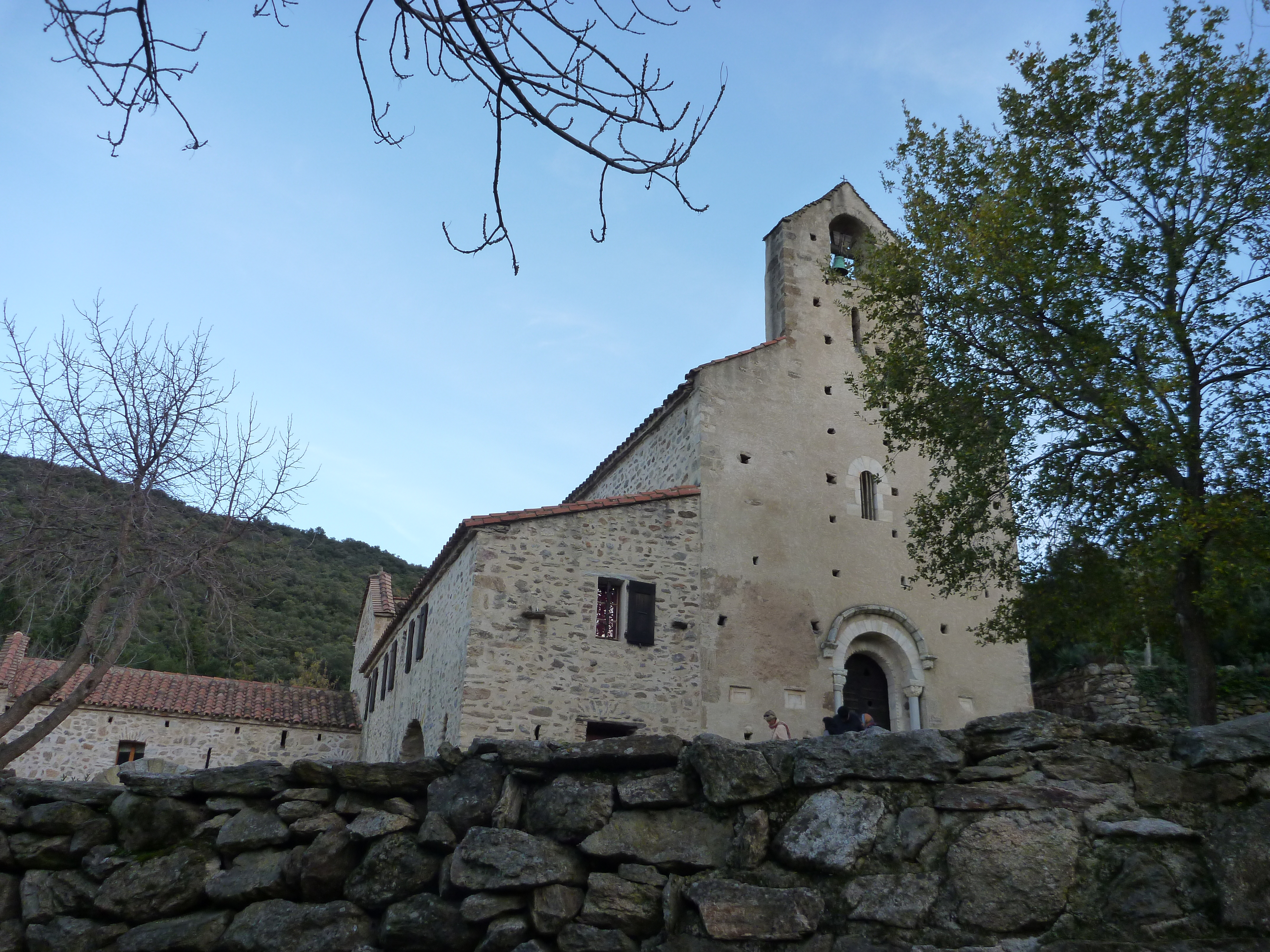
Chapelle Notre-Dame de Vilar.
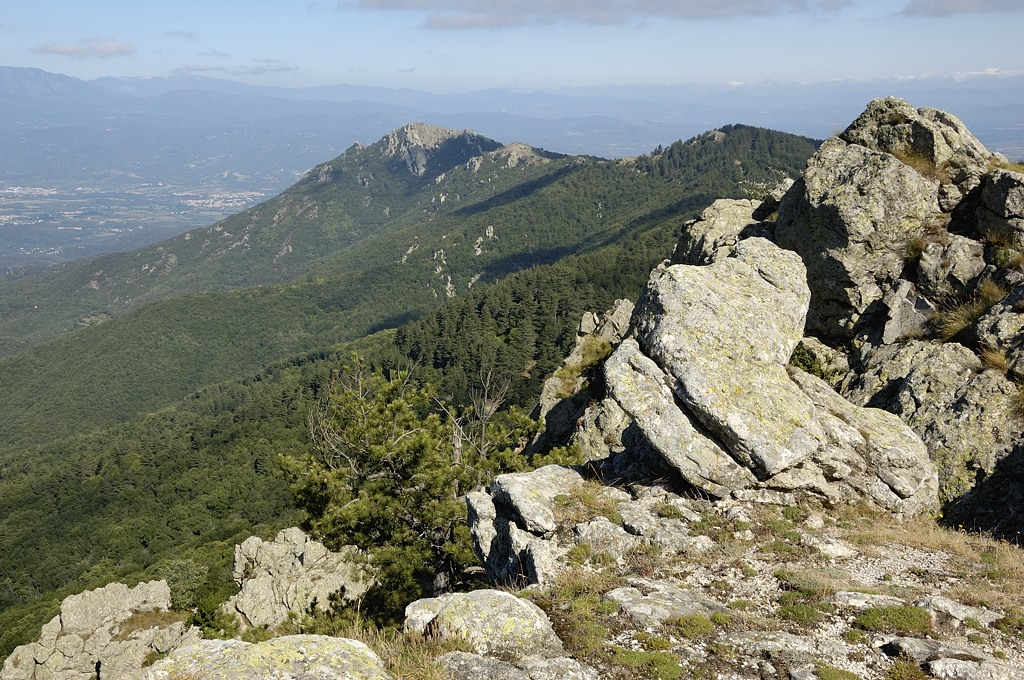
Pic d'Aureille, Massif des Albères.

### Personnalités liées à la commune
- La famille de Çagarriga : Henri de Çagarriga possédait, en 1939, le château de La Grange[65].

### Héraldique
| Blason de Villelongue-dels-Monts | Blason  | Fascé d'or et de sable. |
| Blason de Villelongue-dels-Monts | Détails | Blason de la famille d'Oms, ces armes sont données par le sceau apposé à un acte en date de 1632 émanant du bailli et des consuls de Villelongue. La seigneurie de Villelongue, de la baronnie de Montesquieu, appartient à la famille d'Oms de 1390 à 1666. |